# Agustín Bertomeu
Agustín Bertomeu López (Barcelona, Barcelona, 18 de abril de 1939) es un exbaloncestista español. 

## Trayectoria
Formado en la cantera del Laietà Basket Club, a los 17 años ya formaba parte del primer equipo. Participa en las dos primeras ligas de España, la de los años 1956-1957 y 1957-1958. Al término de la temporada 57-58 es seleccionado por Jacinto Ardevínez para jugar con España cuando solo contaba con 18 años. Después jugaría dos temporadas con el Aismalíbar Montcada, que era entrenado por Eduardo Kucharski. Tendría un año de parón debido al servicio militar, hasta que vuelve al club en el que se formó, el  Laietà, equipo en el que se retira con únicamente 23 años.

## Internacionalidades
Fue internacional con España en 15 ocasiones, participando en los Juegos Olímpicos 1960, en los que la selección nacional terminó en el puesto 14.